# Renald I de Nevers
Renald I de Nevers i d'Auxerre, nascut el c.1000, mort el 1040, comte de Nevers (1028-1040) i d'Auxerre (1031-1040), fill de Landri de Nevers († 1028), i de comtessa Matilde de Borgonya († 1005), filla d'Otó Guillem († 1026), comte de Nevers, comte palati de Borgonya i comte de Mâcon.
Es va casar c.1016 amb Advisa d'Auxerre (Hedwige, Avoye, Avoie, Alix, Adelaide, Adela de França) (c. 1003-després de 1063), comtessa d'Auxerre, filla de Robert II de França († 1031), rei de França, i de Constança d'Arle, que li aporta en dot els drets reials al comtat d'Auxerre. Van tenir a:
- Guillem I (1029 † 1083)
- Robert el Borgonyó (1035 † 1098), senyor de Craon
- Guiu († 1084), senyor de Nouatre